# Chezelle
Pour l’article ayant un titre homophone, voir Chezelles.
Chezelle est une commune française située dans le département de l'Allier, en région Auvergne-Rhône-Alpes.

## Géographie

### Localisation
La commune, située entre Bellenaves et Chantelle, au sud du département de l'Allier, est arrosée par le Boublon.
Une particularité de la commune est que le bourg se trouve à l'extrême est, à deux cents mètres de la limite avec la commune voisine de Taxat-Senat, et que le territoire de la commune est donc entièrement déporté à l'ouest.
Quatre communes sont limitrophes :
|            | Monestier | Chantelle   |
|            | Chezelle  | Taxat-Senat |
| Bellenaves |           |             |

### Transports
Le bourg de Chezelle est traversé par la route départementale 987 (ancienne route nationale 687), qui vient du sud-ouest du département du Puy-de-Dôme et aboutit à Saint-Pourçain-sur-Sioule en passant par Bellenaves et Chantelle. L'A71 longe l'extrémité occidentale de la commune.

### Climat
Pour des articles plus généraux, voir Climat d'Auvergne-Rhône-Alpes et Climat de l'Allier.
En 2010, le climat de la commune est de type climat océanique dégradé des plaines du Centre et du Nord, selon une étude du CNRS s'appuyant sur une série de données couvrant la période 1971-2000. En 2020, Météo-France publie une typologie des climats de la France métropolitaine dans laquelle la commune est exposée à un climat de montagne ou de marges de montagne et est dans une zone de transition entre les régions climatiques « Ouest et nord-ouest du Massif Central » et « Nord-est du Massif Central ».
Pour la période 1971-2000, la température annuelle moyenne est de 11 °C, avec une amplitude thermique annuelle de 16,1 °C. Le cumul annuel moyen de précipitations est de 744 mm, avec 9,8 jours de précipitations en janvier et 7 jours en juillet. Pour la période 1991-2020, la température moyenne annuelle observée sur la station météorologique de Météo-France la plus proche, « Chareil-Cintrat_sapc », sur la commune de Chareil-Cintrat à 9 km à vol d'oiseau, est de 11,9 °C et le cumul annuel moyen de précipitations est de 676,1 mm,. Pour l'avenir, les paramètres climatiques de la commune estimés pour 2050 selon différents scénarios d'émission de gaz à effet de serre sont consultables sur un site dédié publié par Météo-France en novembre 2022.

## Urbanisme

### Typologie
Au 1er janvier 2024, Chezelle est catégorisée commune rurale à habitat très dispersé, selon la nouvelle grille communale de densité à 7 niveaux définie par l'Insee en 2022.
Elle est située hors unité urbaine et hors attraction des villes,.

### Occupation des sols

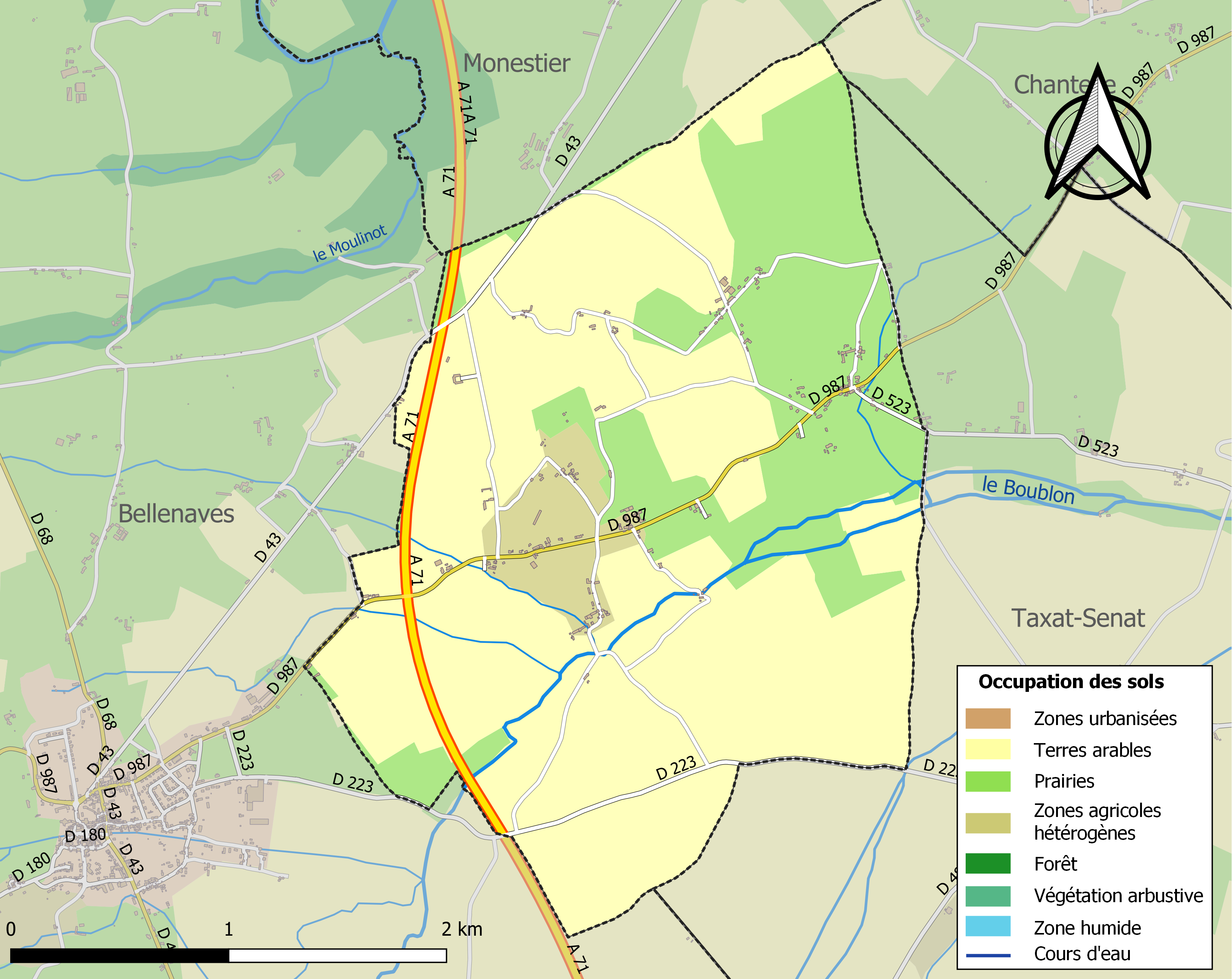
Carte des infrastructures et de l'occupation des sols de la commune en 2018 (CLC).

L'occupation des sols de la commune, telle qu'elle ressort de la base de données européenne d’occupation biophysique des sols Corine Land Cover (CLC), est marquée par l'importance des territoires agricoles (100 % en 2018), une proportion identique à celle de 1990 (100 %). La répartition détaillée en 2018 est la suivante : 
terres arables (67 %), prairies (27,7 %), zones agricoles hétérogènes (5,3 %).
L'IGN met par ailleurs à disposition un outil en ligne permettant de comparer l’évolution dans le temps de l’occupation des sols de la commune (ou de territoires à des échelles différentes). Plusieurs époques sont accessibles sous forme de cartes ou photos aériennes : la carte de Cassini (XVIIIe siècle), la carte d'état-major (1820-1866) et la période actuelle (1950 à aujourd'hui).

## Toponymie
L'église est mentionnée sous la forme ecclesia de Casellis (bulle du pape Adrien IV) au XIIe siècle.
Il s'agit d'une formation toponymique médiévale issue de l'ancien occitan chasela « petite maison ». De ce nom médiéval est issu le nom Chasela en bourbonnais du Croissant, zone où se rejoignent et se mélangent la langue occitane et la langue d'oïl.

## Histoire
L'église est mentionnée, sous la forme ecclesia de Casellis, dans une bulle du pape Adrien IV ; elle appartient alors aux chanoines réguliers d'Évaux.
Selon Nicolay, au XVIe siècle, la paroisse comporte 59 feux ; au XVIIe siècle, selon l'intendant d'Argouges, elle n'en comporte plus que 35. Sur la paroisse se trouve le fief de Montchoisy, qui appartenait aux XVIIe et XVIIIe siècles à la famille du Buysson.
Avant 1789, la commune faisait partie de l'ancienne province d'Auvergne.
Au XIXe siècle, jusqu'à la crise du phylloxéra, Chezelle est un pays de vignoble.

## Héraldique
|  | Les armes de la commune se blasonnent ainsi : D'azur à la chapelle d'argent soutenue d'une branche de vigne fruitée et pamprée d'or et d'un épi de blé tigé et feuillé du même passés en sautoir par la pointe. |

## Politique et administration

### Découpage territorial
Chezelle a fait partie :
- du district de Gannat de 1793 à 1801, de l'arrondissement de Gannat de 1801 à 1926, puis de Moulins de 1926 à 2016. Depuis le 1er janvier 2017, afin que les arrondissements du département « correspondent à une meilleure cohérence administrative et [à une] adaptation aux bassins de vie », la commune passe dans l'arrondissement de Vichy[15] ;
- du canton de Chantelle de 1793[16] à 2015 ; à la suite du redécoupage des cantons du département, la commune est rattachée au canton de Gannat.

### Liste des maires
| Période                                  | Période                      | Identité            | Étiquette | Qualité                          |
| ---------------------------------------- | ---------------------------- | ------------------- | --------- | -------------------------------- |
| Les données manquantes sont à compléter. |                              |                     |           |                                  |
| 1895                                     | 1932                         | François Beaudonnet |           |                                  |
| mars 2001                                | mai 2020                     | Alain Mélon         | PS        | Retraité de la fonction publique |
| mai 2020                                 | En cours (au 8 juillet 2020) | Isabelle Mathurin   |           | Clerc de notaire                 |

## Population et société

### Démographie
L'évolution du nombre d'habitants est connue à travers les recensements de la population effectués dans la commune depuis 1793. Pour les communes de moins de 10 000 habitants, une enquête de recensement portant sur toute la population est réalisée tous les cinq ans, les populations de référence des années intermédiaires étant quant à elles estimées par interpolation ou extrapolation. Pour la commune, le premier recensement exhaustif entrant dans le cadre du nouveau dispositif a été réalisé en 2008.

En 2022, la commune comptait 158 habitants, en évolution de −13,19 % par rapport à 2016 (Allier : −1,38 %, France hors Mayotte : +2,11 %).
| 1793 | 1800 | 1806 | 1821 | 1831 | 1836 | 1841 | 1846 | 1851 |
| ---- | ---- | ---- | ---- | ---- | ---- | ---- | ---- | ---- |
| 370  | 372  | 480  | 447  | 436  | 503  | 548  | 544  | 545  |

| 1856 | 1861 | 1866 | 1872 | 1876 | 1881 | 1886 | 1891 | 1896 |
| ---- | ---- | ---- | ---- | ---- | ---- | ---- | ---- | ---- |
| 493  | 498  | 515  | 516  | 536  | 476  | 442  | 467  | 452  |

| 1901 | 1906 | 1911 | 1921 | 1926 | 1931 | 1936 | 1946 | 1954 |
| ---- | ---- | ---- | ---- | ---- | ---- | ---- | ---- | ---- |
| 454  | 417  | 421  | 341  | 322  | 282  | 249  | 229  | 209  |

| 1962 | 1968 | 1975 | 1982 | 1990 | 1999 | 2006 | 2008 | 2013 |
| ---- | ---- | ---- | ---- | ---- | ---- | ---- | ---- | ---- |
| 193  | 163  | 148  | 109  | 122  | 142  | 158  | 162  | 194  |

| 2018 | 2022 | - | - | - | - | - | - | - |
| ---- | ---- | - | - | - | - | - | - | - |
| 169  | 158  | - | - | - | - | - | - | - |

### Enseignement
Chezelle dépend de l'académie de Clermont-Ferrand. Il n'existe aucune école.
Hors dérogations à la carte scolaire, les collégiens se rendent à Bellenaves et les lycéens à Saint-Pourçain-sur-Sioule.

## Culture locale et patrimoine

### Lieux et monuments
- Le château de Montchoisy, situé à la limite ouest de la commune. Il a pris son apparence actuelle au XVIIe siècle, en conservant quelques vestiges de la construction remontant au XIVe siècle. Il a appartenu du XVIe au XVIIIe siècle à l'importante famille bourbonnaise des Du Buysson.
- Église Saint-Jean-Baptiste de Chezelle.

### Personnalités liées à la commune
- André du Buysson (1633-1688), seigneur de Montchoisy, brigadier des armées du roi, tué au siège de Philipsbourg. De 1665 à 1667, il commanda les troupes défendant Cayenne. C'était un proche du Grand Condé.
- Lucie Randoin (1885-1960), première femme biologiste à l'Académie de médecine après Marie Curie, inhumée dans le caveau familial à Chezelle.

### Héraldique
| Blason de Chezelle | Blason  | D'azur à la chapelle d'argent soutenue d'une branche de vigne fruitée et pamprée d'or et d'un épi de blé tigé et feuillé du même passés en sautoir par la pointe. |
| Blason de Chezelle | Détails | Le statut officiel du blason reste à déterminer. |